# Alexandre Alexandrovitch Fischer von Waldheim
Alexandre Alexandrovitch Fischer von Waldheim (Алекса́ндр Алекса́ндрович Фи́шер фон Ва́льдгейм), né le 20 avril 1839 à Moscou et mort le 28 février 1920 à Sotchi, est un botaniste russe d'origine allemande qui fut directeur du jardin botanique impérial de Saint-Pétersbourg. C'est le fils d'Alexandre Grigorievitch Fischer von Waldheim et le petit-fils de Gotthelf Fischer von Waldheim.

## Carrière
Alexandre Fischer von Waldheim termine en 1861 les cours de l'université impériale de Moscou. Il passe son examen en 1858 de candidat au doctorat ès sciences naturelles et devient assistant à partir de 1864 du professeur Anton de Bary au laboratoire public de botanique de Fribourg-en-Brisgau. L'année suivante, il devient docteur en biologie de l'université de Bonn après une thèse portant sur l'histoire du développement des spores chez les filicophytes et en 1867 docteur en botanique après une thèse consacrée sur l'histoire des Ustilaginales, champignons parasites appartenant à la famille des Teliosporomycetidae, et publiée en 1869 dans le Jahrbücher für wissenschaftliche Botanik de Pringsheim et traduite en anglais dans le Transactions of the New York State Agricult. Soc. for the year 1870 (Albany).
Alexandre Fischer von Waldheim entreprend plusieurs voyages à l'étranger dans le cadre de ses recherches. Il visite ainsi en 1897 le jardin botanique de Berlin, considéré comme l'un des plus importants de son époque, ainsi que les jardins botaniques de Hambourg et de Bruxelles et Kew Gardens en Angleterre. Il rapporte des descriptions de leurs serres, de leur organisation et de leurs laboratoires.
Alexandre Fischer von Waldheim poursuit une carrière professorale. En 1865, il devient enseignant en qualité de privat-dozent à l'université de Moscou, jusqu'en 1869. Il est ensuite nommé professeur de botanique à l'université de Varsovie, où il enseigne jusqu'en 1895. Il est directeur du jardin botanique de Varsovie à partir de 1878. Il est élu en 1895 président de la section de biologie de la Société des naturalistes de l'université de Varsovie.
Il est élevé au rang de conseiller d'État effectif en 1862 et de conseiller secret, le jour du couronnement de Nicolas II (14 mai 1896).
Il devient directeur du jardin botanique impérial de Saint-Pétersbourg en 1896, fonction qu'il occupe jusqu'en 1917.
Il possédait une propriété (Stepanovka) à Stepanovka, village de l'ouiezd de Moscou.

## Décorations
- Ordre de Sainte-Anne de 2e classe (1876)
- Ordre de Saint-Vladimir de 3e classe (1880)
- Ordre de Saint-Stanislas de 1re classe (1886)
- Ordre de Sainte-Anne de 1re classe (1889)
- Ordre de Saint-Vladimir de 2e classe (1899)
- Ordre de l'Aigle blanc (1905)
- Ordre de Saint-Alexandre Nevski (1913)
- Croix de commandeur de l'Ordre d'Albert de 1re classe avec étoile (royaume de Saxe) (1888)
- Croix de commandeur de l'Ordre de Léopold (Belgique) (1889)
- Ordre du Lion et du Soleil (Perse) de 2e classe (1891)
- Grand-croix d'officier de l'ordre de la Couronne de chêne (grand-duché de Luxembourg) (1899)
- Ordre du Trésor sacré de 1re classe (Japon) (1900)
- Commandeur de la Légion d'honneur (France) (1901)
- Ordre de la Couronne d'Italie (1905)

## Publications
- Современное состояние учения об оплодотворении хвойных. — 1865. [Situation contemporaine de l'étude de la multiplication des pinophytes ]
- Практический курс микроскопии к морфологии, гистологии и физиологии растений. — 1865. [Cours pratique de microscopie en morphologie, histologie et physiologie botaniques]
- О почвоведении центральной полосы России. — 1869. [À propos de la pédologie de la zone centrale de végétation en Russie]
- Головнёвые. — 1876. [Les Champignons Ustilaginales]
- К вопросу о причинах появления паразитов на культурных растениях. — 1880. [Des questions à propos des causes de l'apparition de parasites sur les plantes de culture]
- Курс общей ботаники. — 1880—1881. [Cours général de botanique]
- Пятидесятилетний юбилей Императорского Московского общества испытателей природы и Второй съезд сельских хозяев. — 1883. [Jubilé du cinquantenaire de la Société impériale des naturalistes de Moscou et du deuxième congrès des agriculteurs]
- Юбилей Александра Григорьевича Фишера фон Вальдгейма. — 1883. [Jubilé d'Alexandre Grigorievitch Fischer von Waldheim]
- Курс систематики растений. — 1884—1885. [Cours de taxonomie botanique]
- Экскурсия участников Международного ботанического конгресса в Брюссельский ботанический сад. — 1885. [Excursion des participants du congrès international de botanique au jardin botanique de Bruxelles]
- Описание деятельности Карла Ивановича Ренара. — 1886. [Descriptif des travaux de Karl Renard]
- Об открытии Гентской выставки. — 1886. [À propos de l'inauguration de l'exposition de Gand]
- Курс ботаники. — 1888—1892. [Cours de botanique]
- О состоянии ботанических садов Варшавы и Петербурга. — 1893—1899. [À propos de la situation des jardins botaniques de Varsovie et de Saint-Pétersbourg]
- Историко-статистическое описание Варшавского ботанического сада. — 1897. [Descriptif historico-statistique du jardin botanique de Varsovie]
- О Тифлисском ботаническом саде. — 1897. [À propos du jardin botanique de Tiflis]
- Отчёт о командировке заграницу в 1897 году. — СПб.: Тип. В. Киршбаума, 1898. [Compte-rendu du voyage d'études effectué à l'étranger en 1897]
- Исторический очерк Императорского Ботанического сада за последнее 25-летие его с 1873 г. по 1898 г. — 1898. [Aperçu historique du jardin botanique impérial pendant ses vingt-cinq dernières années de 1873 à 1898]
- Отчёт о командировке в Париж на VI Международный конгресс по сельскому хозяйству. — 1901. [Compte-rendu du voyage d'études effectué à Paris pour le VIe congrès international d'agriculture]
- О 200-летии Ботанического сада. — 1913. [À propos du bicentenaire du jardin botanique de Saint-Pétersbourg]
- Императорский Санкт-Петербургский Ботанический сад за 200 лет его существования: (1713—1913) [Le Jardin botanique impérial de Saint-Pétersbourg pour son bicentenaire (1713-1913) / Под ред. А. А. Фишер-фон-Вальдгейма. — Юбилейное изд. — СПб.: Тип. Акц. о-ва тип. дела. 
  - Vol. 1. — 1913. — 412 pages.: illustr., 5 lithographies, portraits, 14 lithographies, illustrations.
  - Vol. 2. — Saint-Pétersbourg, 1913, 321 pages
  - Vol. 3. — Pétrograd, 1913—1915, 582 pages
- Сестрорецкое побережье как курорт и дачная местность. [Les rives de Sestroretsk, comme station balnéaire et lieu de villégiature], 1918.

## Source
- (ru) Cet article est partiellement ou en totalité issu de l’article de Wikipédia en russe intitulé « Фишер фон Вальдгейм, Александр Александрович » (voir la liste des auteurs).